# Acantharctus posteli
Acantharctus posteli е вид десетоного от семейство Scyllaridae.

## Разпространение и местообитание
Видът е разпространен в Бенин, Габон, Гамбия, Гана, Гвинея, Гвинея-Бисау, Демократична република Конго, Западна Сахара, Испания, Камерун, Кот д'Ивоар, Либерия, Нигерия, Сенегал, Сиера Леоне и Того.
Среща се на дълбочина от 22 до 101 m, при температура на водата от 16,6 до 18,2 °C и соленост 35,7 – 35,8 ‰.